# 小行星5614
小行星5614（英語：5614 Yakovlev）是一颗围绕太阳公转的小行星。1979年11月11日，尼古拉·切爾尼赫在克里米亚发现了此天体。
这颗小行星的绝对星等为118.74014等。